# Quartier des Blachernes

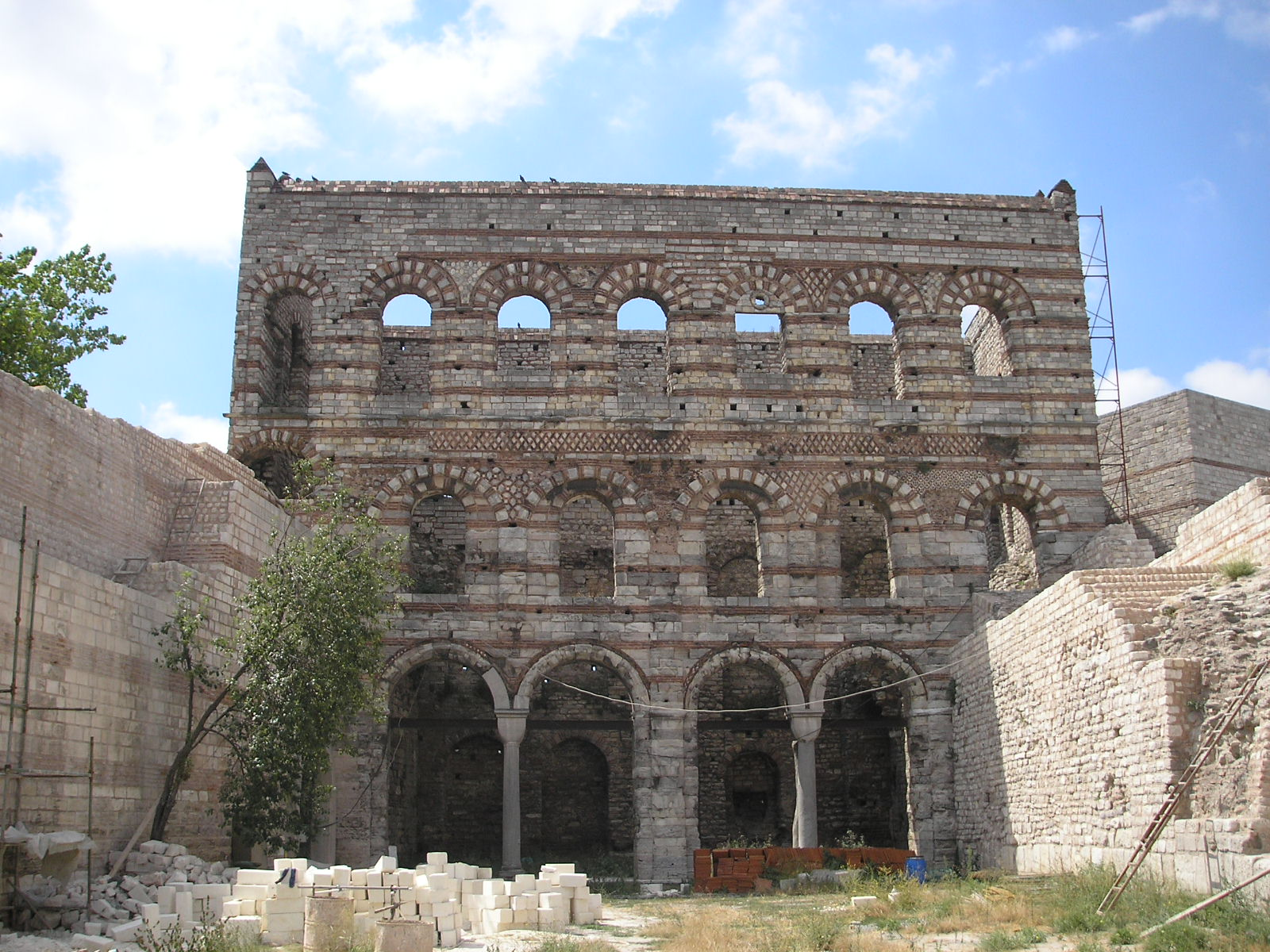
Façade d'une cour intérieure du palais du Porphyrogénète.

Le quartier des Blachernes est situé au nord de Constantinople, entre le monastère de Chora, la porte d'Andrinople et la Corne d'Or. Outre un palais, il comprend l'une des 24 portes de la muraille de Théodose II, appelée « porte des Blachernes », ainsi que la basilique Sainte-Marie-Mère de Dieu, dite « église Sainte-Marie-des-Blachernes ».

## Étymologie
Le linguiste roumain Ilie Gherghel, après étude des sources anciennes comme l’historien Genesios ou le lexicon Suidas, pense que le nom Blachernes vient des Valaques (Βλάχοι en grec) qui y étaient établis : il ne s’agit pas d’habitants de l’actuelle Valachie (alors sous domination pétchénègue, puis coumane), mais des populations romanisées des Balkans sous domination byzantine, issues des Thraco-Romains : une composante de l’Empire byzantin largement ignorée par les historiens modernes.

## Histoire
Après avoir été largement utilisé par les empereurs byzantins avant 1204, le palais des Blachernes est choisi comme résidence ordinaire des empereurs latins de Constantinople.
Lorsqu’en 1261, Michel VIII Paléologue restaure l’Empire byzantin, la Cour réintègre le Grand Palais.
Le palais des Blachernes (grec moderne : τὸ ἐν Βλαχέρναις Παλάτιον : « le palais dans les Blachernes ») devient cependant le siège définitif de la Cour impériale sous les empereurs de la dynastie des Paléologues, le Grand Palais étant tombé dans un état de délabrement le rendant difficilement réparable dans le contexte d’appauvrissement (et d’endettement envers les Génois) de l’Empire depuis la quatrième croisade.
Constantin XI, dernier empereur de Constantinople, mourut lors d’un dernier assaut à la porte des Blachernes.

## Description
Réparti sur une superficie de 2 km2, le domaine impérial des Blachernes longe les remparts de Théodose depuis les premiers contrebas de la sixième colline, jusqu’aux murs d’Héraclius en bordure de la Corne d’Or. Il ne reste aujourd’hui de cet ensemble monumental que quelques éléments éparpillés dans le quartier. Définitivement abandonné après la conquête de la ville par les Ottomans, il est progressivement démoli.
À l’instar du Palais Sacré, le palais des Blachernes se présentait comme une succession de bâtiments auxquels chaque empereur ajoutait ses propres dépendances lors de son règne. Chacune des constructions de cet ensemble était considérée comme un palais portant le nom de l’empereur qui l’avait fait construire.

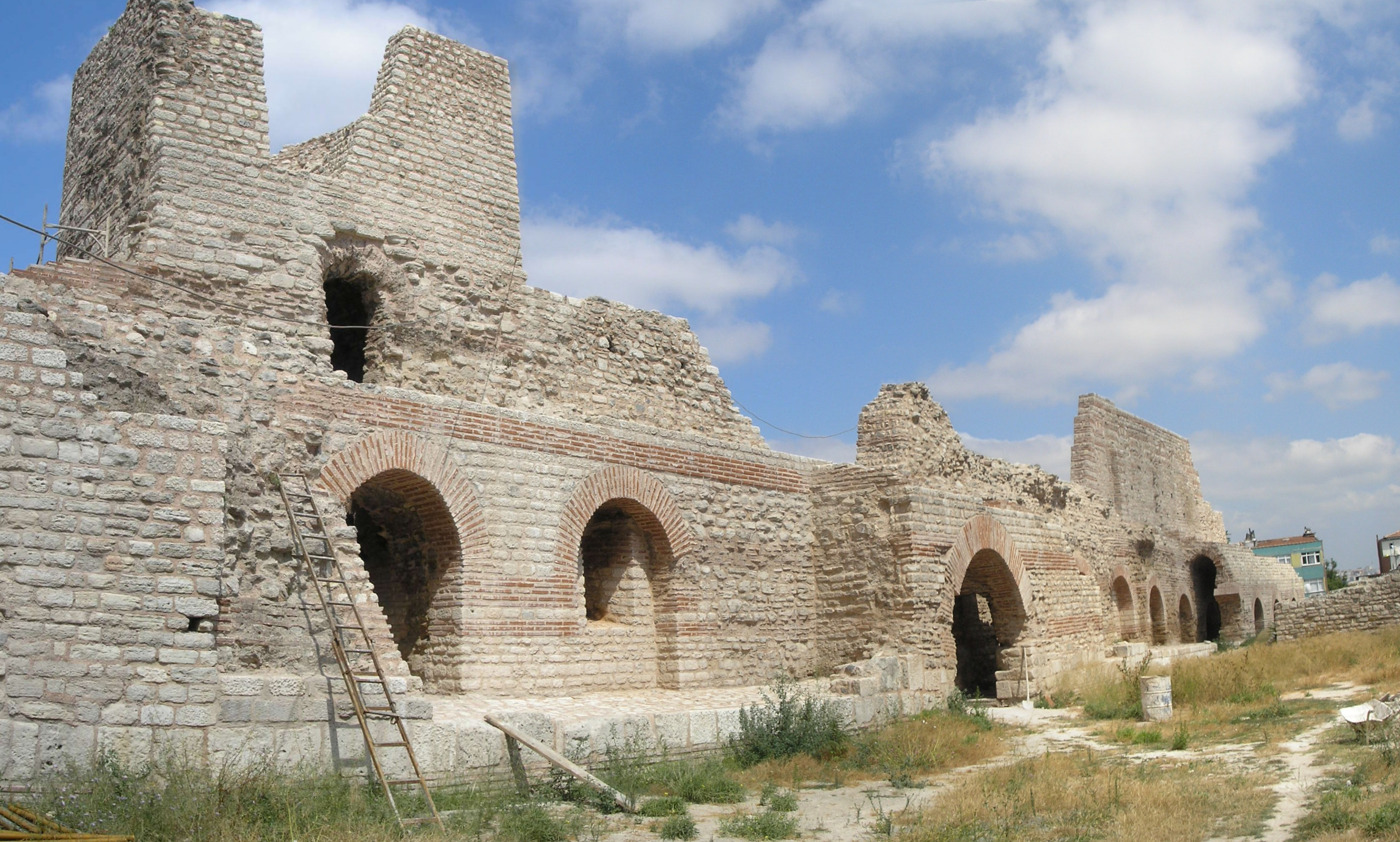
Palais du Porphyrogénète.

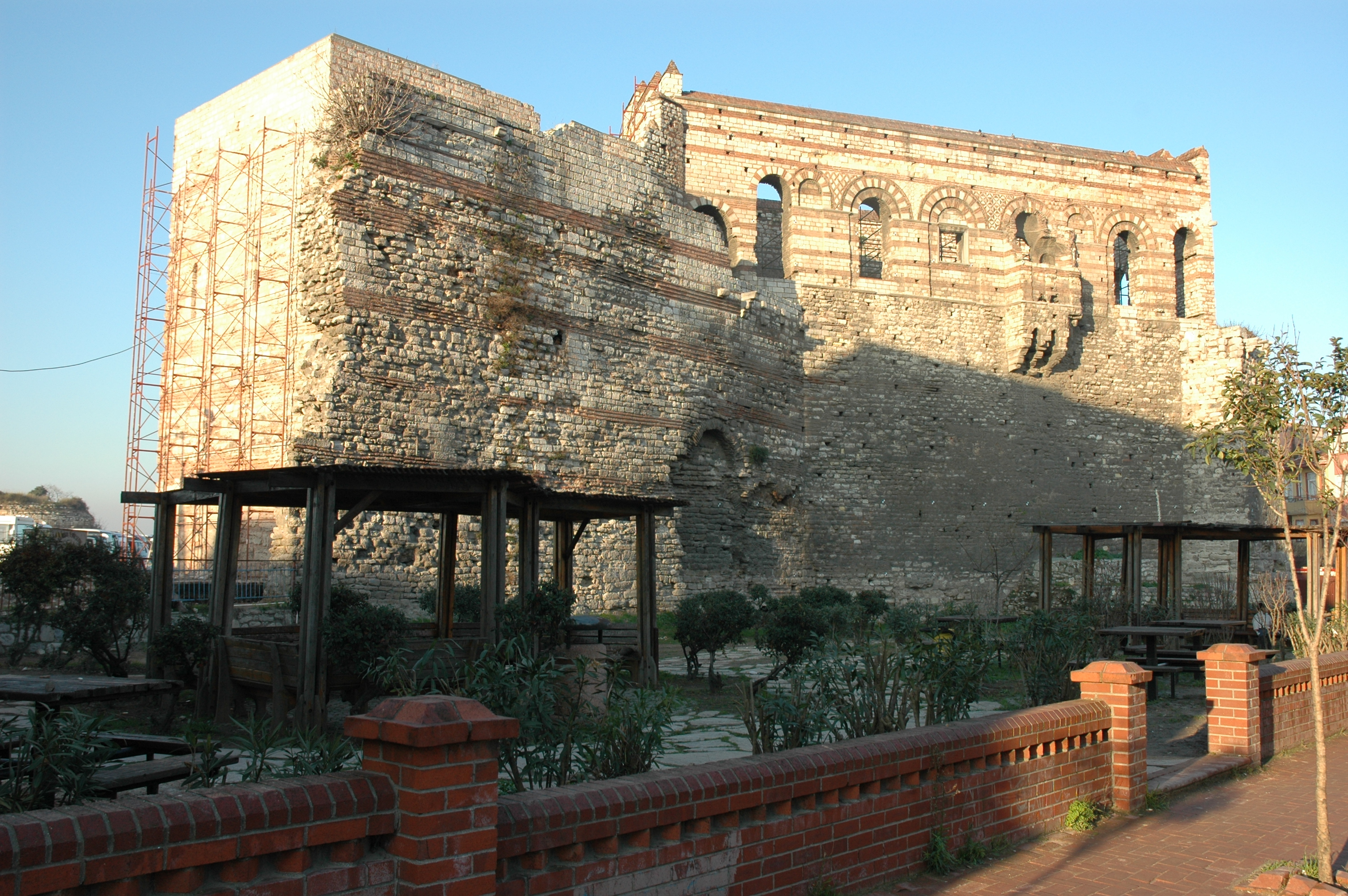
Palais du Porphyrogénète.

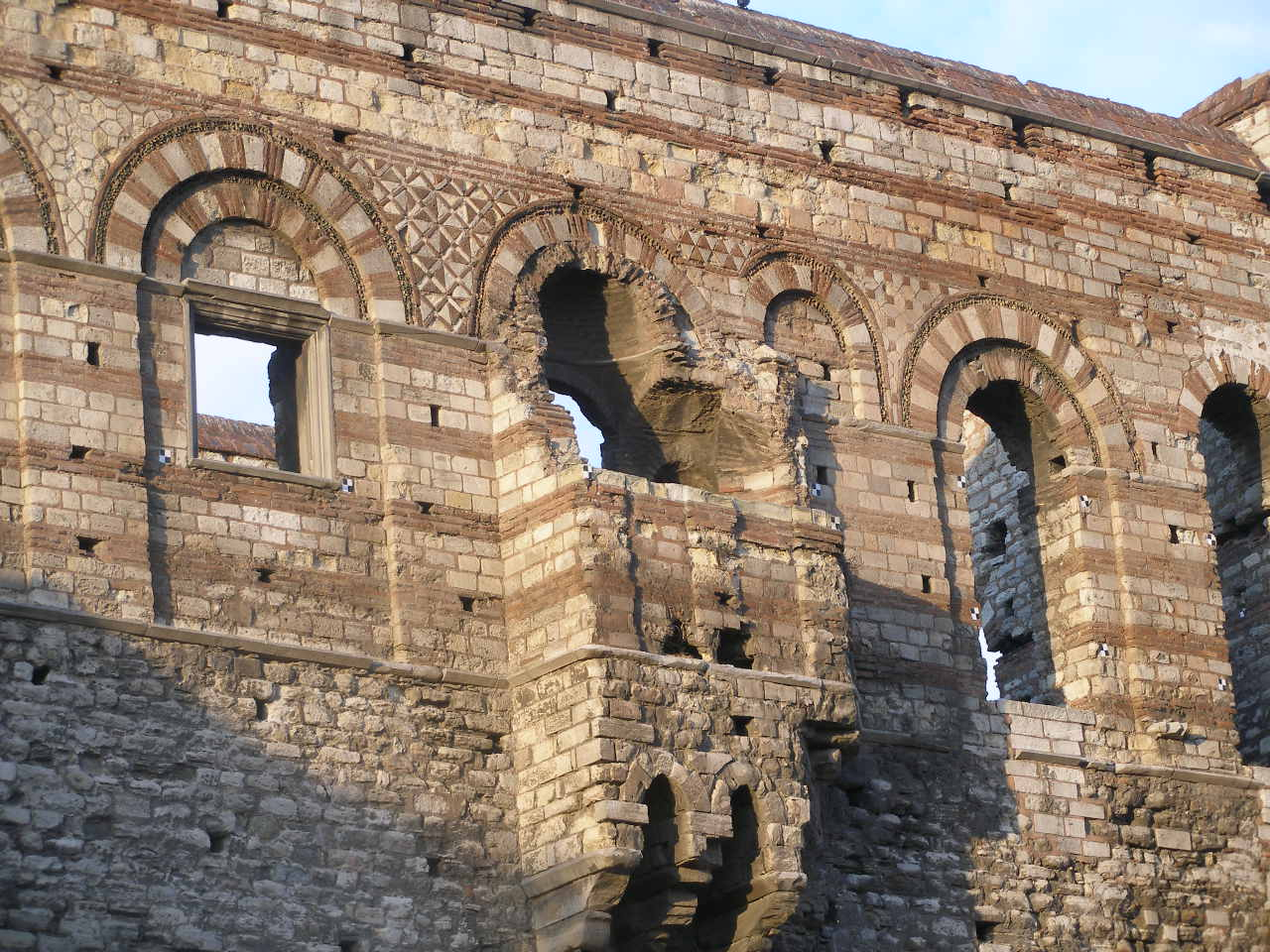
Palais du Porphyrogénète : latrines en surplomb.

Lors de la chute de Constantinople en mai 1453, le domaine impérial des Blachernes comprenait principalement les éléments suivants :
- Palais d'Alexis Comnène : Il domine la Corne d’Or, la campagne hors des remparts et une partie de la ville. Le bâtiment principal, qui abritait les appartements impériaux, la salle du trône et d’autres salles de réception, était suivi à l’ouest par un autre bâtiment à salles de réception, adossé aux remparts terrestres et ouvrant sur la campagne. Abandonné en 1453, il fut partiellement transformé en prison plus tard : de celle-ci, trois étages comprenant douze salles sont encore visibles. Sur son emplacement se trouvent aujourd’hui l’actuelle mosquée Ayvaz Efendi et les ruines du couvent Emin Buhari.
- Palais d’Anastase : Plus rien n'est visible de ce bâtiment sous les constructions plus récentes.
- Palais du Porphyrogénète : Il est situé entre la porte d’Andrinople et la porte Kaligaria. Il fut construit entre 1261 et 1291, par Constantin Paléologue, l'un des fils de Michel VIII, mais ses soubassements appartiennent à un bâtiment plus ancien des Xe et XIe siècles, construit entre 944 et 959 par Constantin VII Porphyrogénète[2]. Ce palais reste aujourd’hui l’élément le plus visible et le mieux conservé des Blachernes.
C'est un grand bâtiment à trois niveaux, situé entre les fortifications internes et externes de l'extrémité nord du mur de Théodose. Le rez-de-chaussée présente quatre arches qui ouvrent sur une cour dominée par cinq larges baies au premier étage. L'étage supérieur dépasse les remparts et présente des fenêtres sur toutes ses faces. On remarque à l'est les vestiges d'un balcon. Le toit et tous les planchers ont disparu. La maçonnerie est décorée de dessins géométriques formés par l'alternance du marbre et de la brique rouge, typique de la période byzantine tardive[3].
- Basilique Sainte-Marie-Mère de Dieu : La basilique Sainte Marie Mère de Dieu, dite « Sainte-Marie des Blachernes », constituait le sanctuaire le plus sacré de Constantinople. Un premier édifice fut édifié sur cet emplacement en 452 par l'impératrice Pulchérie, pour abriter la Sainte robe et le Saint Voile, rapportées de Palestine. En 473, l'empereur Léon Ier fit construire une autre église, tout près de la chapelle de Pulchérie, à laquelle il donna le nom de Notre-Dame des Blachernes. Justinien, puis Basile Ier le Macédonien et Léon VI reconstruisirent et embellirent le sanctuaire. L'église fut définitivement détruite par un incendie accidentel en 1434. Selon le croisé Robert de Clari, on y dressait chaque vendredi un Saint-Suaire, « le sydoine où Notre Sire fut enveloppé » de telle sorte qu'« on y pouvait bien voire la Sainte Face de Notre Seigneur »[4]. Un Saint-Suaire était en effet vénéré à Constantinople depuis au moins 1080 et une hypothèse spéculative veut qu'il ait été ramené en Occident par les croisés, après la prise de Constantinople en 1204 et soit réapparu à Lirey en 1357 sous la forme du suaire de Turin[5].
- Tour d’Isaac Ange : Elle reçut son nom après 1453 en souvenir de l'empereur Isaac II, qui y avait été enfermé. Les vestiges sont aujourd'hui accessibles.
- Kastellion : C'est une dépendance fortifiée qui commandait le passage de la porte des Blachernes et comprenait deux portes, quatre hautes tours et trois plus petites, ainsi qu'une église.
- Porte des Blachernes : Elle était initialement simple porte de ville et fut par la suite réservée à l’empereur, lorsque les Blachernes devinrent résidence impériale. L'empereur Constantin XI mourut en défendant sa capitale près de ses portes le 29 mai 1453.
- Église Saint-Pierre-et-Saint-Marc : Elle a probablement été élevée sous le règne de Léon Ier, par deux patriciens romains Galbien et Candios en 458.